# 青柳正規
青柳 正規（あおやぎ まさのり、1944年11月21日 - ）は、日本の歴史学者・考古学者（西洋美術史・西洋古典考古学）。勲等は瑞宝重光章。学位は博士（文学）（東京大学・1992年）。山梨県立美術館館長、学校法人多摩美術大学理事長、奈良県立橿原考古学研究所所長、石川県立美術館館長、公益財団法人せたがや文化財団理事長、東京大学名誉教授、日本学士院会員、文化功労者。

## 経歴

### 生い立ち
1944年、関東州・大連生まれ。1963年に東京都立新宿高等学校を卒業。東京大学文学部美術史学科で学び、1967年に卒業した。同大学大学院へ進み、1969年に修士課程を修了。博士課程在学中にローマ大学へ3年間留学。帰国後、1972年に博士課程を退学した。イタリアでは、ポンペイ遺跡の発掘に参加した。

### 研究者として
1972年、東京大学文学部助手に採用された。1979年、筑波大学専任講師となった。1985年、東京大学文学部考古学研究室助教授となり、1991年より教授（文化交流）。1992年、「古代都市ローマ」で文学博士の学位を取得。1993年4月から1996年3月には、東京大学総合研究資料館長、文学部長、東京大学副学長もつとめた。2005年、東京大学を定年退官し、名誉教授となった。大学在任中には、客員として京都造形芸術大学客員教授もつとめた。
2005年4月より国立西洋美術館館長に就任。2007年には日本学士院会員に選出され、日本学術会議会員。2008年からは同館理事長。2010年1月の講書始の儀では、「ローマ帝国の物流システム」を講義した。2013年から2017年10月まで、国際学士院連合副会長。

### 文化庁長官就任以降
2013年、文部科学省文化庁長官となり、2016年までつとめた。民間出身の文化庁長官は5人目であった。2017年山梨県立美術館長。2019年からは学校法人多摩美術大学理事長、橿原考古学研究所所長。2020年9月、石川県立美術館長。2021年6月公益財団法人せたがや文化財団理事長。

## 受賞・栄典

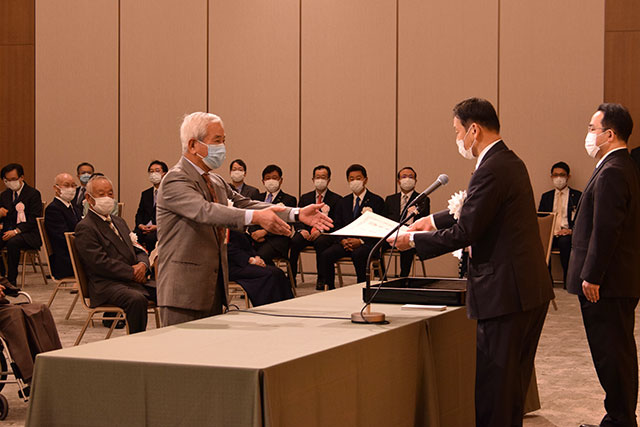
2021年11月4日、文化功労者顕彰式にて文部科学大臣末松信介（手前右）と

- 1977年：地中海学会賞（『エウローパの舟の家』）
- 1984年：ポルト・エンペドクレ賞(イタリア)
- 1991年：マルコ・ポーロ賞、浜田青陵賞（『古代都市ローマ』）
- 1993年：毎日出版文化賞（『皇帝たちの都ローマ』）
- 2002年：イタリア共和国功労勲章
- 2006年：紫綬褒章[4]
- 2008年：Sebetia Ter国際賞(イタリア)[5]
- 2011年：NHK放送文化賞
- 2017年4月：瑞宝重光章[6]
- 2017年7月：Torquato Tasso賞(イタリア)[7]
- 2019年10月：イタリア・ポンペイ市名誉市民[8]
- 2021年10月："Amedeo Maiuri"賞(イタリア,Premio Internazionale di Archeologia) [9]
- 2021年11月：文化功労者[10]

## 研究内容・業績
- 西洋美術史や西洋古典考古学を専門とする。

## 著作

### 単著
- 『エウローパの舟の家』(東京大学文学部ポンペイ遺跡発掘調査報告：東京大学文学部) 1977

- 『古代都市ローマ』中央公論美術出版 1990
- 『6世紀までの美術』(岩波日本美術の流れ 1) 岩波書店 1991
- 『皇帝たちの都ローマ：都市に刻まれた権力者像』中公新書 1992
  - ちくま学芸文庫 2024[11]
- 『トリマルキオの饗宴：逸楽と飽食のローマ文化』中公新書 1997
  - 改題新版『逸楽と飽食の古代ローマ 『トリマルキオの饗宴』を読む』講談社学術文庫 2012
- 『ローマ帝国』岩波ジュニア新書 2004
  - 電子書籍化
- 『知識ゼロからの美術館入門』幻冬舎 2008
- 『人類文明の黎明と暮れ方』(興亡の世界史00) 講談社 2009
  - 文庫化 講談社学術文庫(興亡の世界史) 2018
- 『文化立国論：日本のソフトパワーの底力』ちくま新書 2015

### 共著・監修
- 『ギリシャ・パルテノンの栄光』(NHK大英博物館 3) 責任編集、NHK取材班編、日本放送出版協会 1990
- 『ポンペイの壁画：ヴェスヴィオ山噴火で埋没した地域の壁画集成』岩波書店 1991
- 『原始美術』(新編名宝日本の美術 33) 小学館 1992
- 『東アジアの形態世界』西野嘉章共編、東京大学出版会 1994
- 『東京大学コレクション：「描かれたギリシア神話 写真絵巻』平山東子共著、小川忠博写真、講談社 1998
- 『先史美術と中南米美術』(世界美術大全集西洋編 1) 大貫良夫と責任編集、小学館 1995
- 『古代地中海とローマ』(世界美術大全集西洋編 5) 責任編集、小学館 1997
- 『親子で訪ねる美術館』大原美術館監修、クレオ 1999
- 『ポンペイに学べ』糸井重里との対話、朝日出版社 2001
- 『環流する文化と美』ロナルド・トビ共編、角川書店飛鳥企画 2002
- 『日本海学の新世紀：イタリアの歓び 美の巡礼 中南部編』（中村好文共著、新潮社(とんぼの本) 2003
- 『NHKスペシャル ローマ帝国』(全3巻) NHK「ローマ帝国」プロジェクト共著、日本放送出版協会 2004
- 『世界のart図鑑』ポプラ社 2010
- 『人類はどこへ行くのか』(興亡の世界史 20) 編集委員、講談社 2009[12]
  - 文庫化 講談社学術文庫(興亡の世界史) 2019年

### 訳書
- 『トルコの装飾タイル』ギョニュル・オネイ（トルコ語版）著、、並河萬里写真、平凡社 1975
- 『隊商都市』ミハイル・ロストフツェフ著、新潮社(新潮選書) 1978
  - 文庫化 ちくま学芸文庫 2018
- 『エトルリアの壁画』マッシモ・パロッティーノ（英語版）ほか著、岡村崔写真、共訳、岩波書店 1985
- 『ギリシア・ローマの美術』(ケンブリッジ西洋美術の流れ 1) スーザン・ウッドフォード著、羽田康一共訳、岩波書店 1989
- 『クリスマス物語』メトロポリタン美術館編、クレオ 1991
- 『ポンペイの壁画：ヴェスヴィオ山噴火で埋没した地域の壁画集成』ジュゼッピーナ・チェルッリ・イレッリ（ドイツ語版）ほか編、鈴木昭夫ほか写真、篠塚千恵子共訳、岩波書店、1991
  - 再版 2001年
- 『古代ローマ 人類初の世界文明』アンナ・マリア・リベラティ,ファビオ・ブルボン著、監訳、新潮社 1997
- 『都市ローマ』ピエール・グリマル著、F・クイリチ写真、野中夏実共訳、岩波書店 1998

## 参考
- 『駒場1991』『駒場2001』東大教養学部